# Engraulis japonicus
Engraulis japonicus ist eine Fischart aus der Familie der Sardellen (Engraulidae). Die schwarmbildende Art wird als Speisefisch an den Küsten ihres Verbreitungsgebiets genutzt.

## Beschreibung
Die Fische sind durchschnittlich 14 cm lang. Maximal sind 18 cm Gesamtlänge, ein Höchstgewicht von 45 g und ein Alter von 4 Jahren dokumentiert. Die Geschlechtsreife wird mit etwa 10–11 cm Körperlänge erreicht. Die Rückenflosse wird von 8 bis 14 Weichstrahlen getragen, die Afterflosse weist 13–18 Weichstrahlen auf. Insgesamt ist der Habitus dem der Europäischen Sardelle (Engraulis encrasicolus) sehr ähnlich.

## Verbreitungsgebiet
Engraulis japonicus lebt im Westpazifik. Im Norden wird das Verbreitungsgebiet durch die südlichen Küsten von Sachalin begrenzt, weitere Biotope liegen im japanischen Meer, südwärts erreicht die Art gerade noch taiwanesische Küsten. Einzelfunde vor den Küsten von Luzon und Mindanao, weiteren philippinischen Inseln und Indonesien sind vermutlich auf Irrläufer zurückzuführen. In geografischen Längen- und Breitengraden kann das Verbreitungsgebiet mit 49°N - 2°N, 105°E - 155°E umschrieben werden.

## Lebensraum
Die bewohnten Biotope sind marin, E. japonicus ist eine neritische Art. Die Fische leben oberflächennah und sind bis zu einer Wassertiefe von 400 Metern nachgewiesen. Die Wassertemperatur im Lebensraum liegt bei 8 °C bis 30 °C. Hauptsächlich ist die Art küstennah anzutreffen, sie kommt aber auch in mehr als 1.000 Kilometern Entfernung zur nächsten Landmasse vor.

## Lebensweise

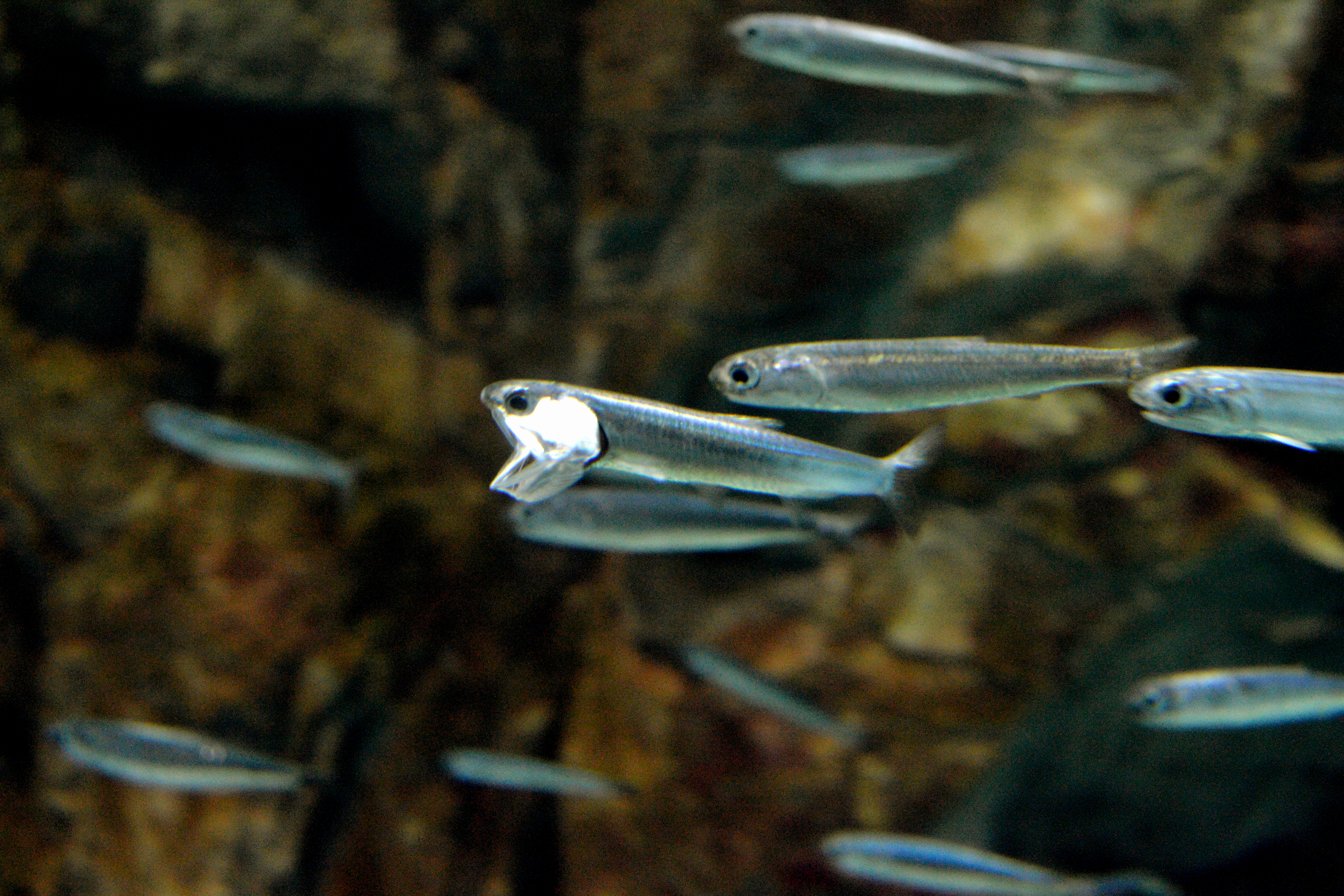
Individuen eines E.-japonicus-Schwarms (hier im Kaiyūkan in Osaka gezeigt)

Engraulis japonicus tritt in großen Schwärmen oberflächennah auf. Im Frühjahr und Sommer sind Tendenzen zur Wanderung nordwärts und in Richtung der Küsten zu beobachten (die Fische treten vermehrt in Buchten und Mündungen auf), allerdings handelt es sich dabei nicht um eine klar definierte Migrationsbewegung.
Es gibt keine bestimmte Laichzeit, die Art kann zu jeder Jahreszeit das Vermehrungsgeschäft betreiben. Dennoch können zeitliche Höhepunkte bestimmt werden. Ein solcher liegt im Winter und zeitigen Frühjahr für Populationen vor den südlichen japanischen Küsten sowie im Frühjahr und dem Herbst für Individuen, die sich im Pazifik vor Zentraljapan und vor Nordtaiwan aufhalten. Hauptsächlich sind Exemplare in ihrem zweiten Lebensjahr am Laichgeschäft beteiligt. Die Eier sind ellipsoidal, die Larven schlüpfen nach etwa 30 Stunden bei 20 °C bis 25 °C Wassertemperatur bzw. 48 Stunden bei 18 °C. Sie halten sich gerne in der Nähe von Treibgut wie losen Wasserpflanzenbüscheln auf.
Die Sardellen ernähren sich von Ruderfußkrebsen, wobei die Jungtiere bevorzugt deren Eier und Naupliuslarven fressen. Weitere Beutetiere sind andere Kleinkrebse, Molluskenlarven, Fischeier und -larven. Diatomeen bilden ebenfalls möglicherweise einen wichtigen Teil des Speiseplans von juvenilen und ausgewachsenen Individuen.

## Engraulis japonicusund der Mensch

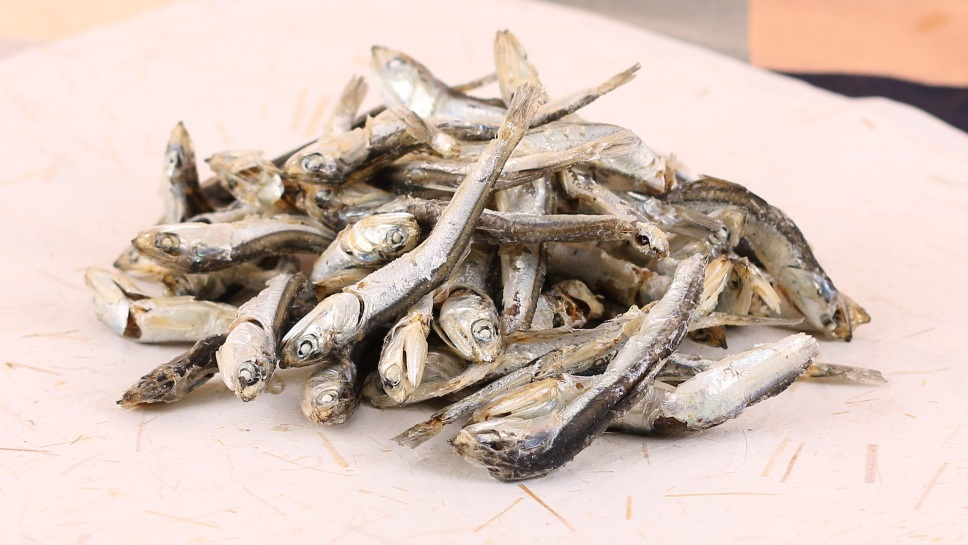
Getrocknete Sardellen / koreanische Bezeichnung: dae-myeolchi

Diese Sardelle wird als Speisefisch unter anderem frisch und eingesalzen gehandelt. Sie wird auch zur Herstellung von Fischmehl und -Öl herangezogen.
Gewerblicher Fischfang mit der Art als Zielfisch fand in Japan seit dem 10. Jahrhundert statt. Reichhaltige Fänge wurden zwischen 1890 und 1912 angelandet. Danach fluktuierten die Fangmengen. Die Schwankungen sind üblicherweise antizyklisch zu den Fangmengenschwankungen bei der Sardinenart Sardinops melanostictus. Der Fischfang in Japan zielt nicht nur auf ausgewachsene Tiere, es wird auch Jungtieren (Sirasu genannt) nachgestellt. Als Fangtechnik wird hauptsächlich die Ringwadenfischerei eingesetzt. Jahreszeitliche Schwerpunkte des Fangs sind der Herbst in Nordjapan und das Frühjahr zusammen mit dem Herbst im Japanischen Meer. Der Gesamtfang dieser Art erreichte 1999 eine Menge von 1.820.259 Tonnen, Hauptanlandeländer waren China (1.096.916 t) und Japan (484.230 t).